# Амперметр

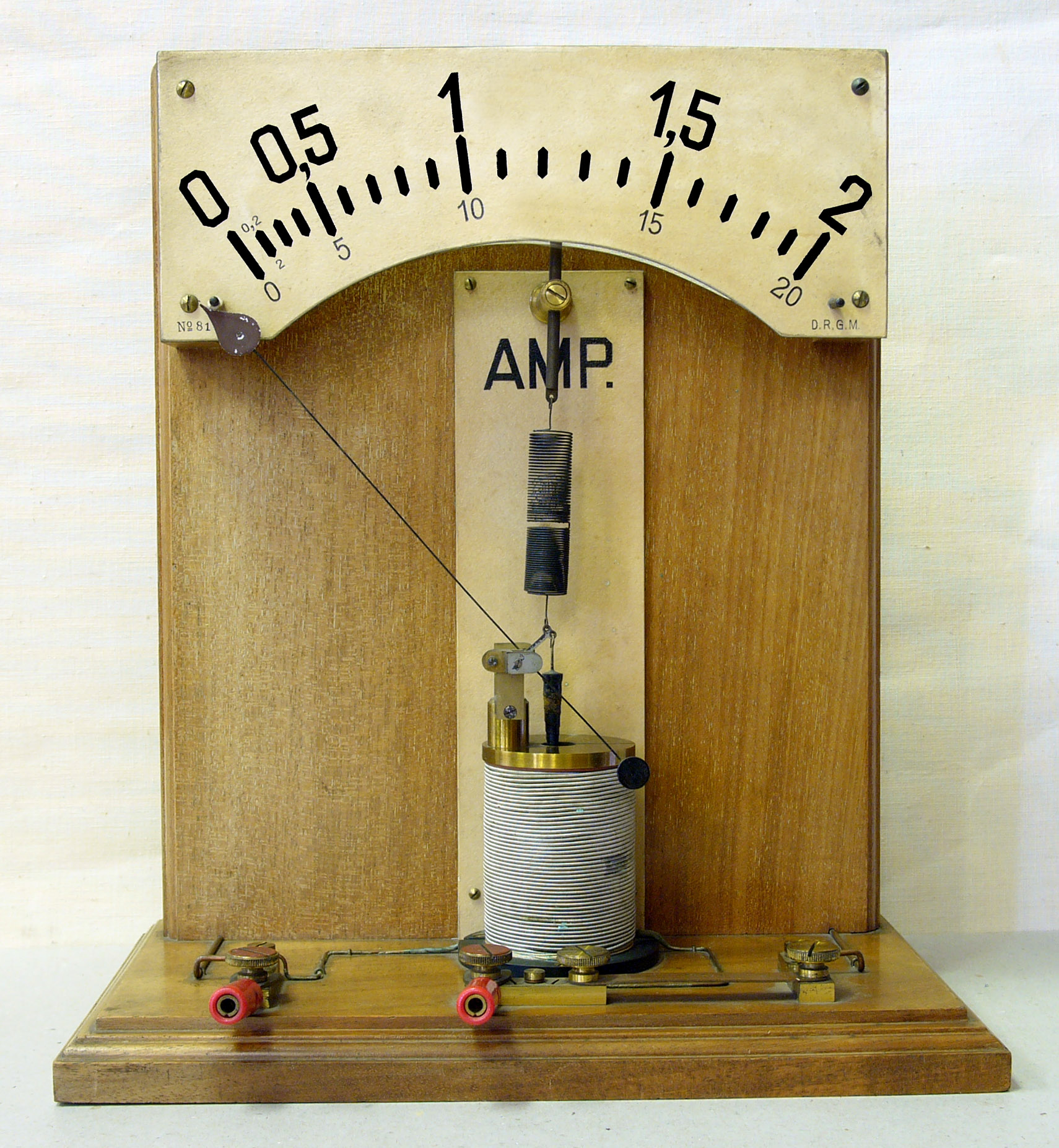
Амперметр. Демонстраційна модель.

Схема дії амперметра

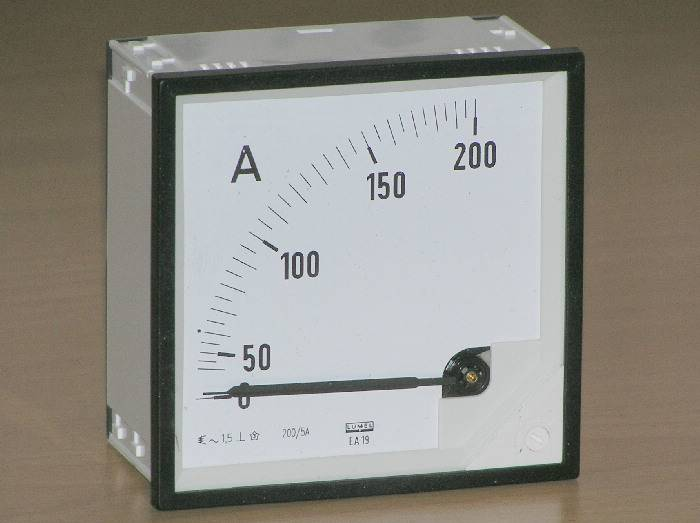

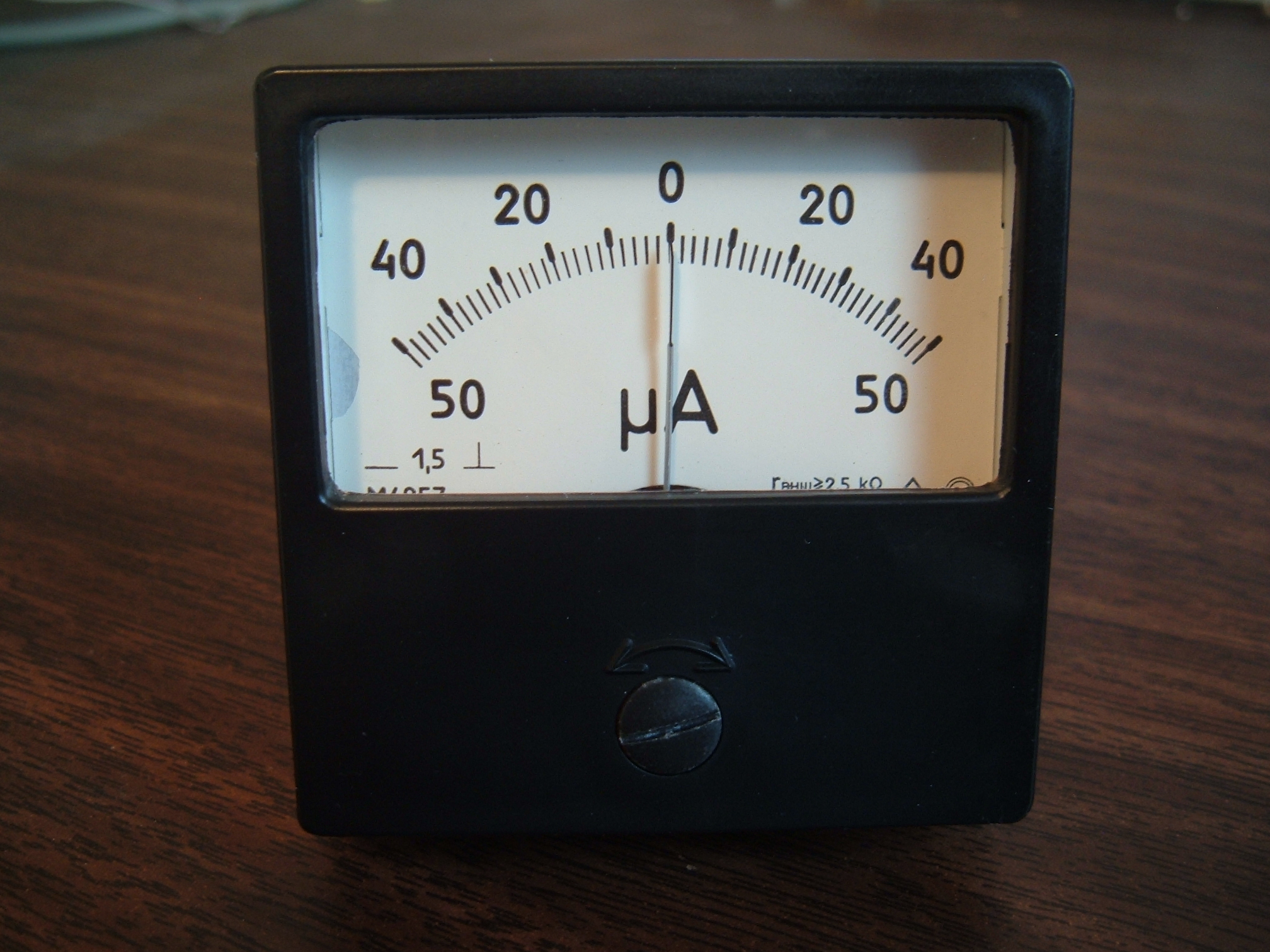

Амперме́тр (англ. ammeter; нім. Amperemeter n) — прилад, яким вимірюють силу електричного струму. Амперметр завжди вмикають послідовно з тією ділянкою електричного кола, силу струму у якій вимірюють. Електричний опір амперметра є малим.

## Загальна характеристика
Найпоширенішими амперметрами є ті, в яких рухома частина приладу зі стрілкою повертається на кут, пропорційний вимірюваній величині струму.
Амперметри бувають магнітоелектричні, електромагнітні, електродинамічні, теплові, індукційні, детекторні, термоелектричні та фотоелектричні.
Магнітоелектричними амперметрами вимірюють силу постійного струму; індукційними і детекторними — силу змінного струму. Амперметри інших систем вимірюють силу будь-якого струму. Найточнішими і найчутливішими є магнітоелектричні та електродинамічні амперметри

## Принцип дії
Принцип дії магнітоелектричного приладу базується на створенні обертального моменту завдяки взаємодії між полем постійного магніту і струмом, що проходить крізь обмотку рамки. З рамкою з'єднана стрілка, яка переміщується по шкалі. Кут повороту стрілки пропорційний щодо сили струму.
Електродинамічні амперметри складаються з нерухомої і рухомої котушок, з'єднаних паралельно або послідовно. Взаємодія між струмами, що проходять крізь котушки, викликає відхилення рухомої котушки і з'єднаної з нею стрілки. В електричне коло А. вмикаються послідовно з навантаженням, а при високій напрузі, великих струмах—через трансформатор.

## Розширення діапазону вимірювань
Розширення діапазону вимірювання амперметра здійснюють за допомогою шунта або, при вимірюванні сили змінного струму, за допомогою вимірювального трансформатора змінного струму.

## Окремі різновиди
Амперметр-кліщі